# Indice de Manning

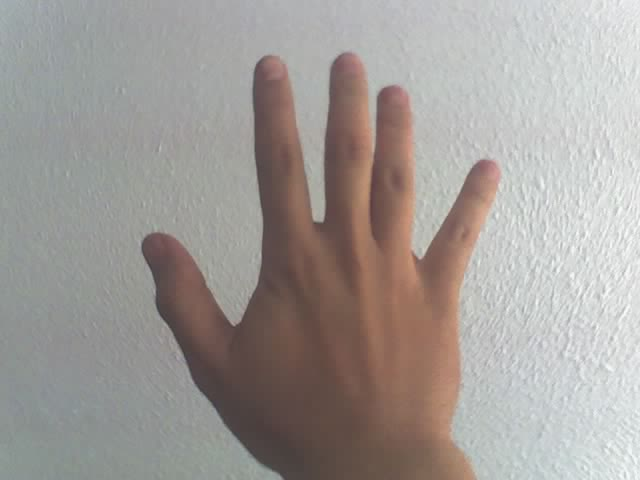
Main droite où l'annulaire n'est pas de même longueur que l'index

Ne doit pas être confondu avec Score de Manning.
L'indice de Manning (ou indice 2D:4D ou encore ratio digital) est donné par le calcul du rapport entre la longueur de l'index (doigt 2D) et celle de l'annulaire (doigt 4D) de la main droite posée à plat. Le ratio entre ces deux doigts présenterait un dimorphisme sexuel : bien que la longueur absolue de l'index soit en moyenne plus courte chez les femmes, la différence de longueur entre index et annulaire est en moyenne plus grande chez les hommes que chez les femmes.
Cet indice est censé refléter le taux de testostérone auquel le fœtus a été exposé, hypothèse contestée par des méta-analyses récentes,,.

## Études sur l'indice de Manning

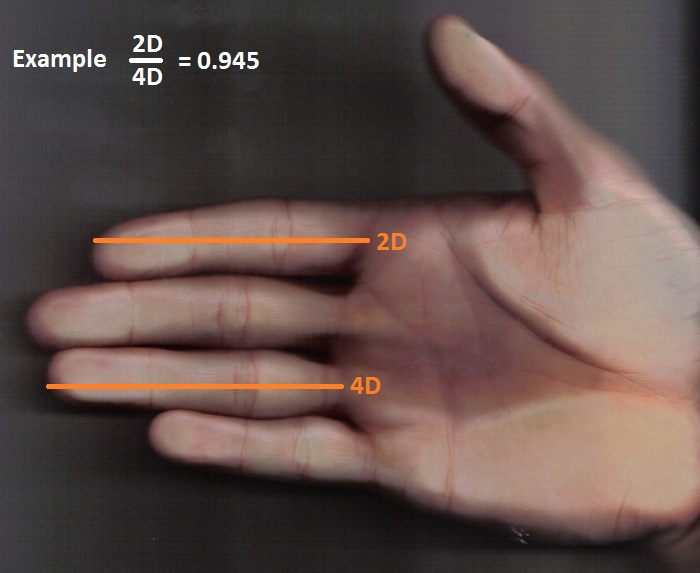
Main avec l'index plus petit que l'annulaire (faible ratio 2D:4D) mettant en avant une exposition importante à la testostérone dans l'utérus.

La longueur de l'index serait influencée par le taux d'œstrogènes, et celle de l'annulaire par celui de la testostérone. Le rapport serait en moyenne d'environ 1 pour les femmes, et de 0,96 pour les hommes. Cette différence a permis de mettre au point des logiciels déterminant l'appartenance sexuelle des empreintes de mains sur les parois des grottes préhistoriques. L'existence d'écart type indique cependant qu'un rapport de 1 ne signifie pas avec certitude que c'est une femme. 
La différence suivant les sexes de la longueur des 2e et 4e doigt apporte des informations :
- chez la femme adulte, la prépondérance de l'index sur l'annulaire (2D:4D > 1) existe chez près de la moitié des individus (46 %) alors qu'elle est chez l'homme de 15 % ;
- chez l'homme adulte, le trait significatif de la prépondérance de l'annulaire sur l'index est de 30 % (2D:4D < 1), alors qu'elle est de 12 % chez la femme[5].

Cet indice a été utilisé pour suggérer que des mains négatives de l'art pariétal sont effectuées à la fois par des hommes et par des femmes, alors que les préhistoriens pensaient jusqu'alors que ces empreintes n'avaient été faites que par des hommes,. L'anthropologie médico-légale montre que cet indice ne peut être considéré comme une méthode fiable pour discriminer le sexe des empreintes de mains en art pariétal.
L'indice de Manning est faible chez les primates polygames, élevé chez les espèces monogames.
Un indice faible peut aussi être retrouvé chez des enfants autistes.